# The Very Best of Nazareth
Albums de Nazareth
Boogaloo
(1998) The Newz
(2008)
The Very Best of Nazareth est une compilation du groupe écossais Nazareth, sortie en 2006.
Compilation élaborée par Mark Brennan pour le label Metro, faisant partie du label Union Square Music (label du dernier Nazareth de 2014 "Rock'N'Roll Telephone").

## Titres
| No  | Titre                                                   | Auteur                                    | Durée |
| --- | ------------------------------------------------------- | ----------------------------------------- | ----- |
| 1.  | Razamanaz (1973 -Razamanaz)                             | McCafferty/Agnew/Charlton/Sweet           | 3:52  |
| 2.  | Bad Bad Boy (1973 -Razamanaz)                           | McCafferty/Agnew/Charlton/Sweet           | 3:57  |
| 3.  | Broken Down Angel (1973 -Razamanaz)                     | McCafferty/Agnew/Charlton/Sweet           | 3:44  |
| 4.  | This Flight Tonight (1973 - Loud'n'Proud)               | Joni Mitchell                             | 3:24  |
| 5.  | Shanghai'd In Shanghai (1974 - Rampant)                 | McCafferty/Agnew/Charlton/Sweet           | 3:45  |
| 6.  | Love Hurts (1975 - Hair Of The Dog)                     | Boudleaux Bryant                          | 3:53  |
| 7.  | Hair Of The Dog (1975 - Hair Of The Dog)                | McCafferty/Agnew/Charlton/Sweet           | 3:21  |
| 8.  | My White Bicycle (1975)                                 | Ken Burgess/Keith Hopkins                 | 3:27  |
| 9.  | Gone Dead Train (1977 - Expect No Mercy)                | Jack Nitzsche/Russ Titelman               | 3:44  |
| 10. | Place In Your Heart (1977 - Expect No Mercy)            | Manny Charlton                            | 3:02  |
| 11. | Expect No Mercy (1977 - Expect No Mercy)                | McCafferty/Agnew/Charlton/Sweet           | 3:27  |
| 12. | May The Sunshine (single version) (1979 - No Mean City) | McCafferty/Agnew/Charlton/Sweet/Cleminson | 3:31  |
| 13. | Whatever You Want Babe (1979 - No Mean City)            | Manny Charlton                            | 3:41  |
| 14. | Holiday (1980 -Malice In Wonderland)                    | McCafferty/Agnew/Charlton/Sweet/Cleminson | 3:38  |
| 15. | Dressed To Kill (1981 -The Fool Circle)                 | Dan McCafferty/Pete Agnew                 | 3:33  |
| 16. | Morning Dew '81 (1981)                                  | Bonnie Dobson/Tim Rose                    | 3:56  |
| 17. | Dream On (1982 -2XS)                                    | McCafferty/Agnew/Charlton/Sweet           | 3:27  |
| 18. | Boys In The Band (1982 -2XS)                            | McCafferty/Agnew/Charlton                 | 3:06  |

## Musiciens
- Dan McCafferty (chant)
- Manny Charlton (guitares)
- Pete Agnew (basse)
- Darrell Sweet (batterie)
- Zal Cleminson (guitare "12/13/14")
- Billy Rankin (guitare "17/18")
- John Locke (claviers "17/18")